# ジェリー・シャッツバーグ
ジェリー・シャッツバーグ（Jerry Schatzberg 1927年6月26日 - ）は、アメリカ合衆国の映画監督、脚本家。

## 来歴
ニューヨークブロンクス区出身。毛皮職人のユダヤ人の一家に生まれた。映画監督になる前は『ヴォーグ』、『エスクァイア』、『マッコールズ』などの雑誌で活躍する写真家であった。作品としては、ボブ・ディランの1966年のアルバム『ブロンド・オン・ブロンド』のジャケット（内側のモノクロ写真も含む）がもっともよく知られる。また、ローリング・ストーンズの60年代のいくつかのレコードのジャケットもシャッツバーグが撮ったものが使用された。
1970年、フェイ・ダナウェイが主演した『ルーという女』で監督デビュー。
監督第3作目の『スケアクロウ』でカンヌ国際映画祭パルム・ドールを受賞。

## 主な作品
- ルーという女 Puzzle of a Downfall Child (1970)
- 哀しみの街かど The Panic in Needle Park  (1971)
- スケアクロウ Scarecrow (1973)
- スーパーカー・フェラーリ/青春の暴走 Sweet Revenge (1976)
- 或る上院議員の私生活 The Seduction of Joe Tynan (1979)
- 忍冬の花のように Honeysuckle Rose (1980)
- ウィンター・ローズ Misunderstood (1983)
- 恋人ゲーム No Small Affair (1984)
- NYストリート・スマート Street Smart (1987)
- リユニオン-再会- Reunion (1989)
- The Day the Ponies Come Back (2000)

## 参照
1. ↑  “In pictures: Dylan on show”. BBC News. (2006年7月3日)